# Єврейський базар (Київ)
Євре́йський база́р — народна назва, офіційно — Галицький ринок (від Галицької площі), часто в просторіччі скорочено Євба́з  — історична місцевість, колишнє
головне торжище міста для багатьох поколінь киян, розташоване в районі Галицької площі.

## Історія

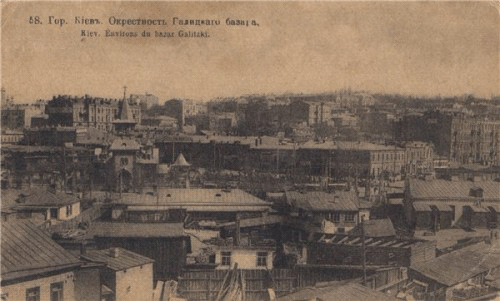
Єврейський базар

Євбаз — один із районів Києва, що традиційно пов'язують з історією єврейської громади. Саме тут іще у лютому 1858 р. генерал-губернатор І. І. Васильчиков дозволив євреям здійснювати публічну торгівлю щовівторка, щочетверга і щонеділі, і відтак утворився популярний міський ринок, який діяв там, де нині розташований цирк.
Ринок був закритий та знесений наприкінці 1950-х років.
Єврейський базар був розташований на перехресті кількох магістралей, недалеко від вокзалу, звався в путівниках Галицьким, а в просторіччі був відомий як Єврейський.
Обслуговував Єврейський базар будь-яку клієнтуру. Враховувались і культурні запити мас. Було кілька прилавків з книжками й брошурами. Скрізь, по всіх кутках базару, можна було бачити людей, що продавали й купували носильні речі і взуття будь-якого вигляду і якості. Окремий сорт комерсантів становили продавці годинників. Свою продукцію вони вміли піднести солідно, байдужим поважним виглядом доводячи, що тут, мовляв, міркувати нема чого — товар у наявності, реклами не потребує.
За народною славою, на Євбазі можна було купити що завгодно — від пиріжків з горохом і склянки горілки — до Золотої зірки Героя Радянського Союзу та вогнепальної зброї. Про Євбаз часто писали в газетах, більшість таких згадок описує різноманітні місцеві шахрайства та оборудки.

## Галерея

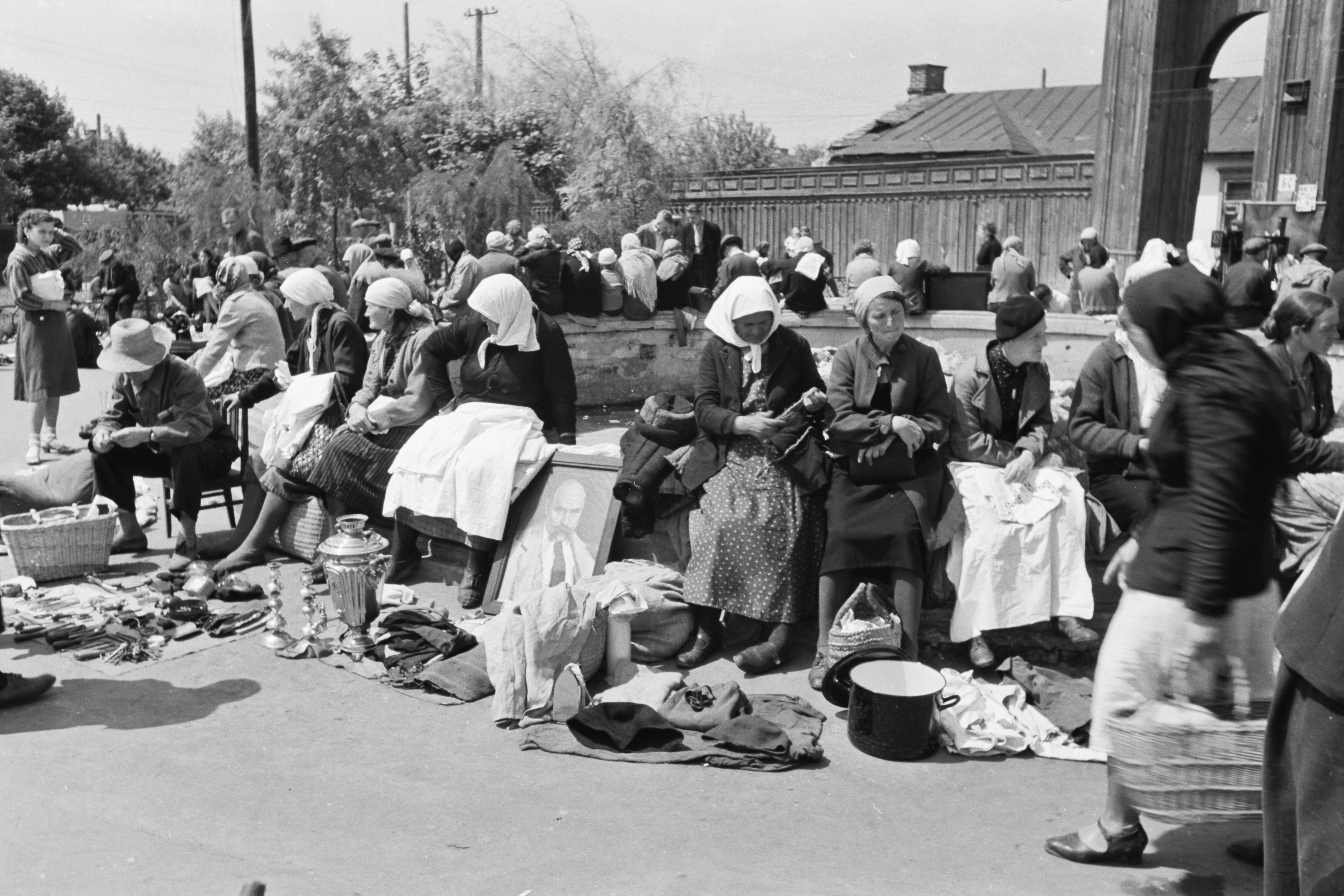
Торгівля у 1942 році
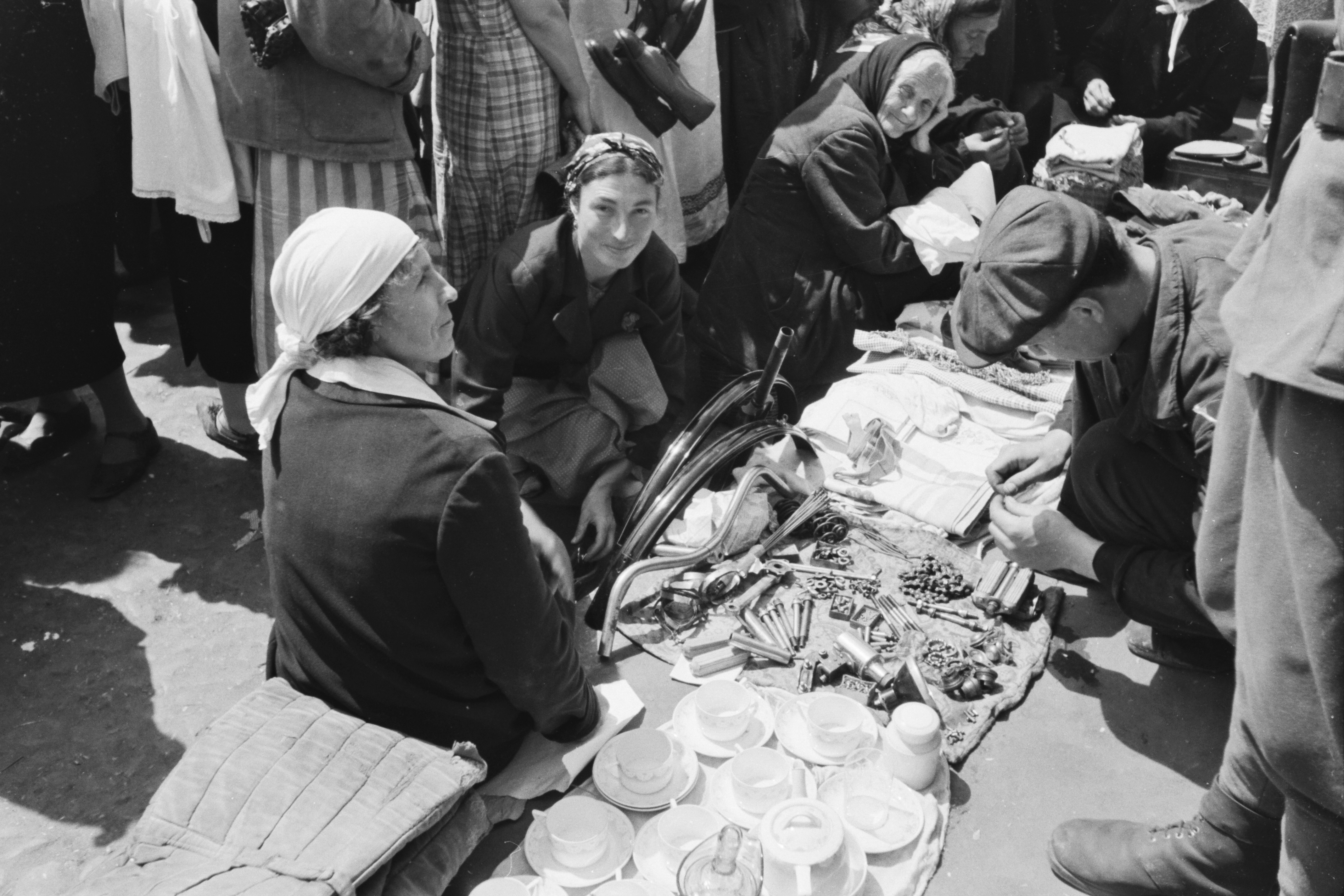
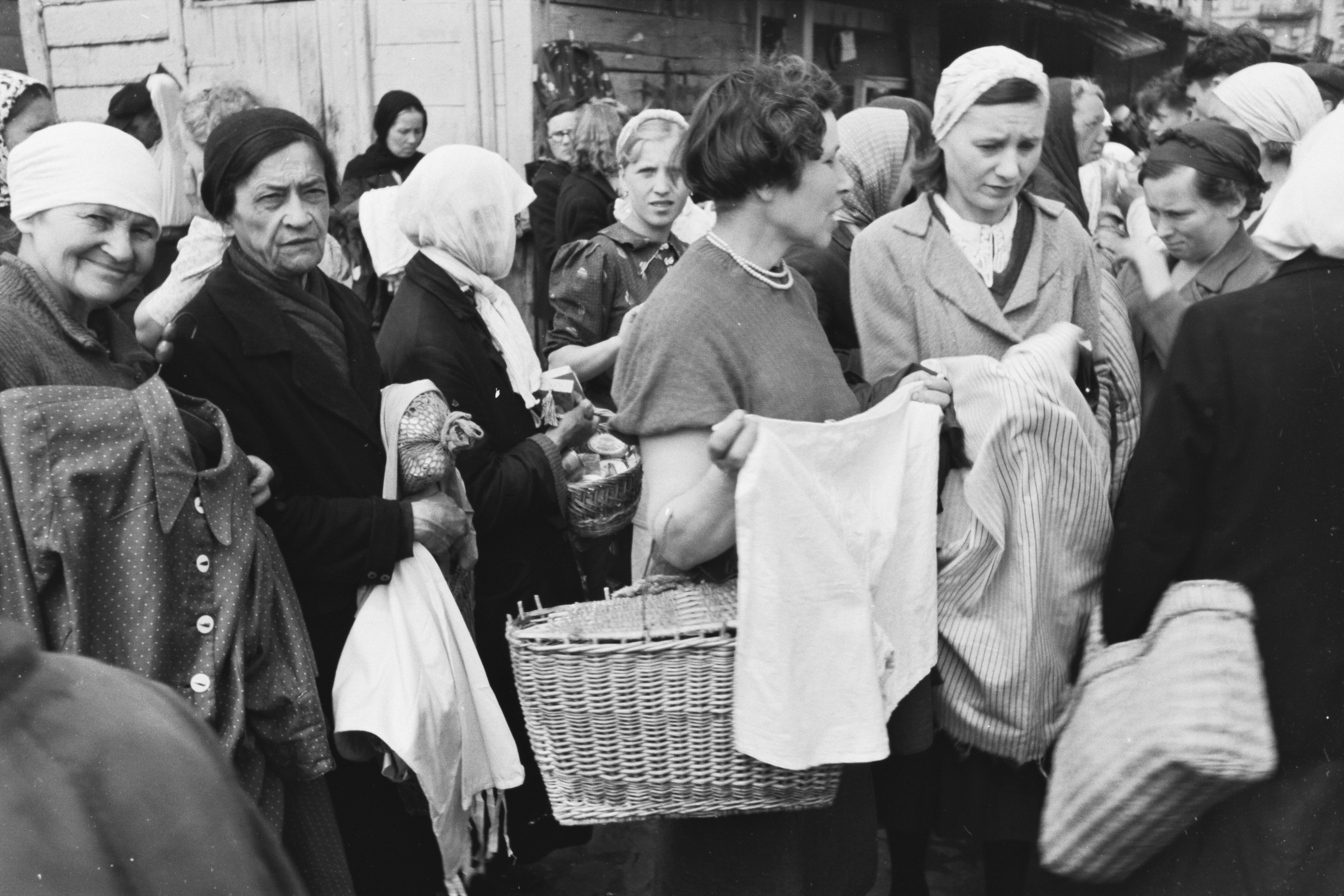
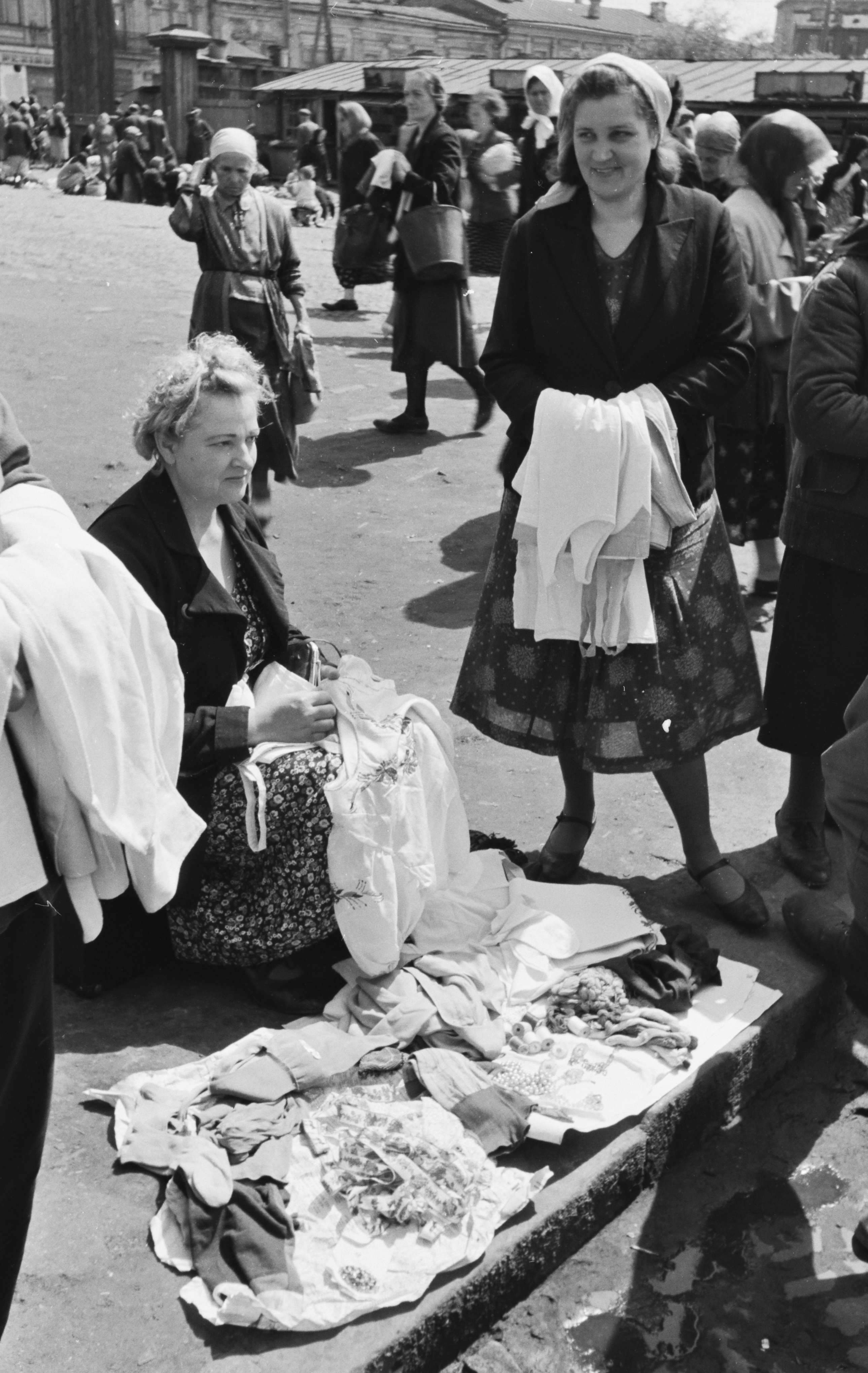
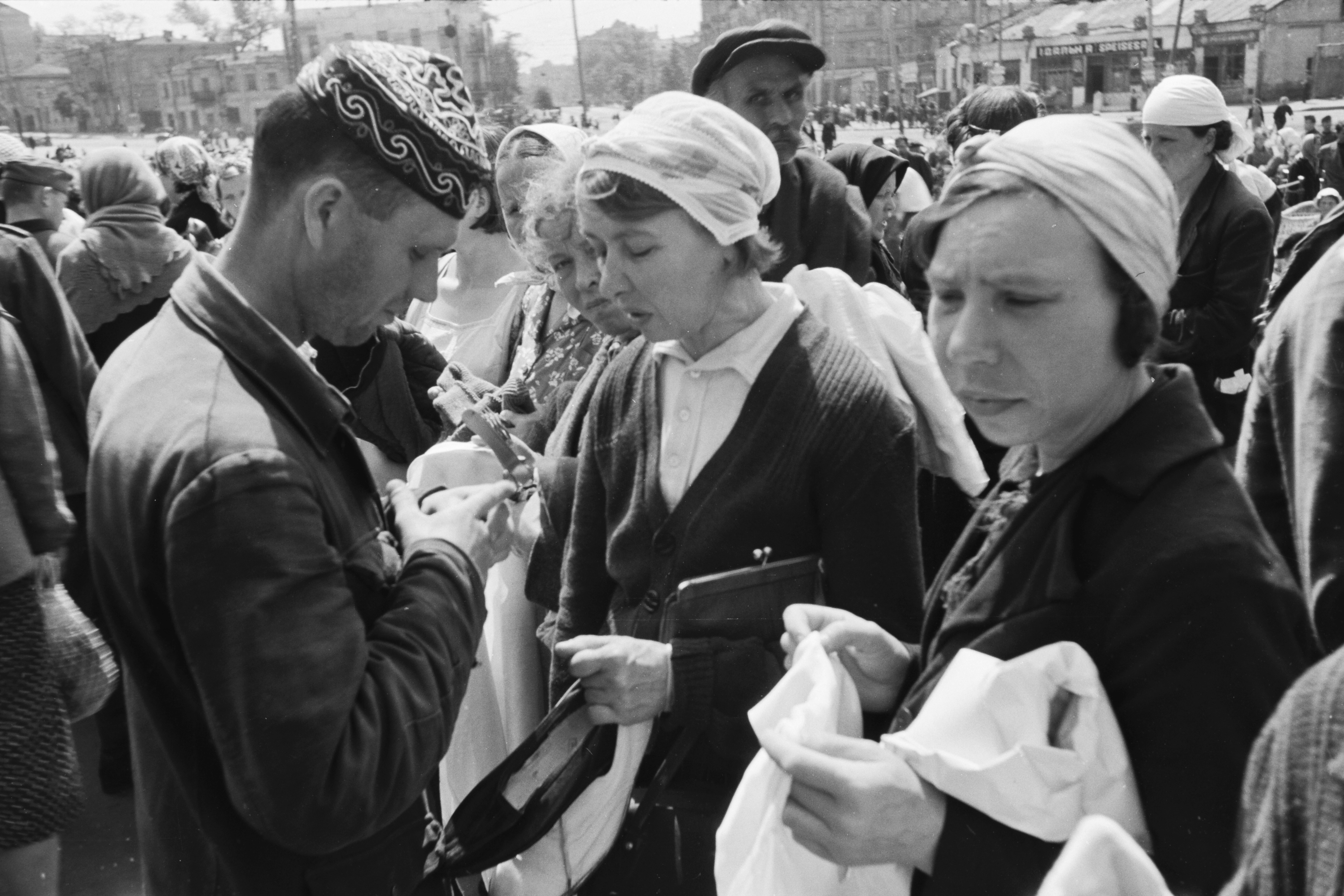
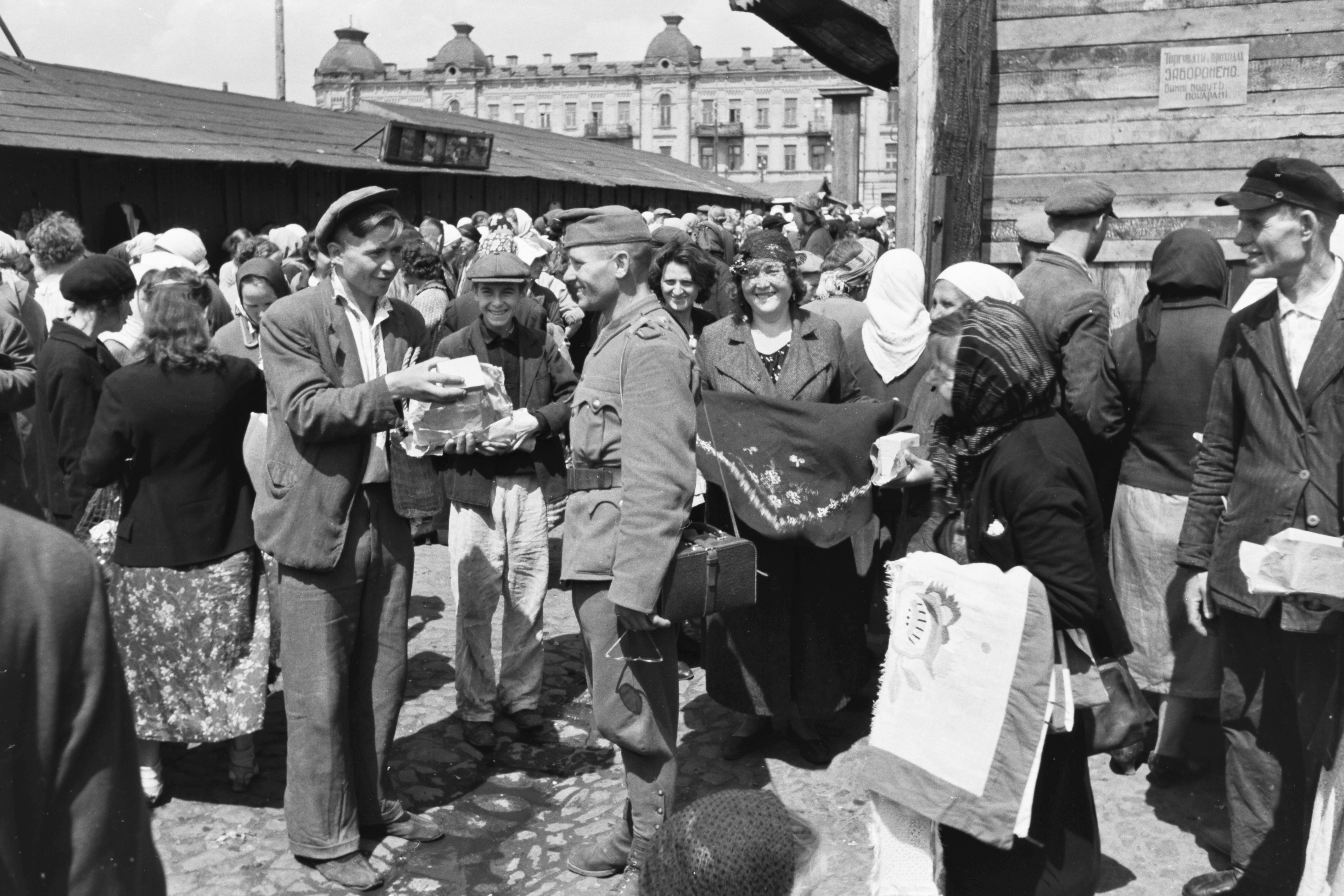
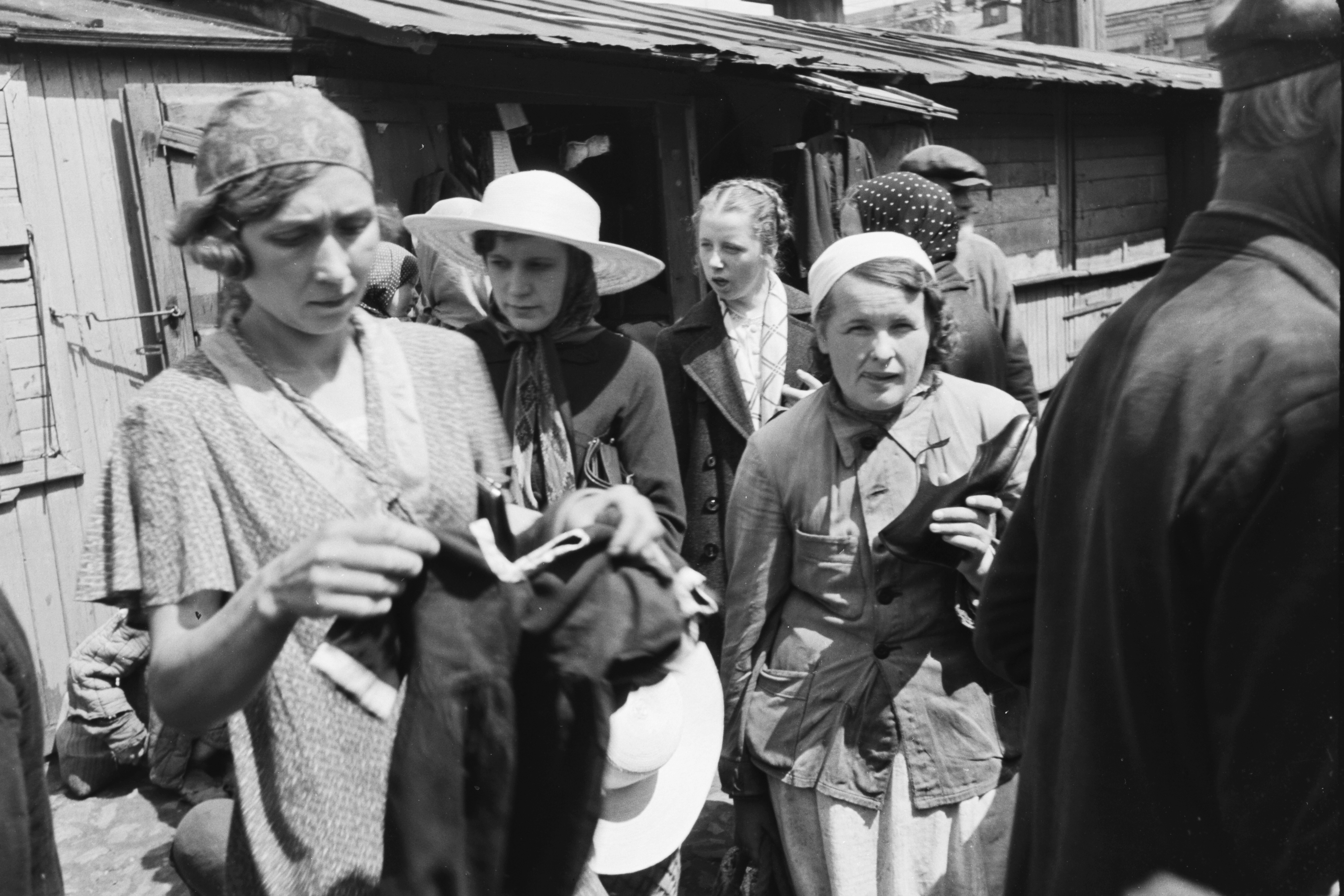